# Liste des évêques de Sioux Falls
La liste des évêques de Sioux Falls recense les noms des évêques qui se sont succédé sur le siège épiscopal de Sioux Falls dans le Dakota du Sud aux États-Unis. 
Le vicariat apostolique du Dakota est créé le 12 août 1879, par détachement du diocèse de Saint Paul. Il est érigé en diocèse et change de dénomination le 12 novembre 1889, pour devenir le diocèse de Sioux Falls (Dioecesis Siouxormensis). 

## Est vicaire apostolique
- 11 août 1879-12 novembre 1889 : Martin Marty, vicaire apostolique du Dakota et évêque titulaire de Tibériade.

## Puis sont évêques
- 12 novembre 1889-21 janvier 1895 : Martin Marty, promu évêque de Sioux Falls.
- 21 janvier 1895-24 janvier 1896 : siège vacant
- 24 janvier 1896-† 18 septembre 1921 : Thomas O'Gorman
- 24 mai 1922-† 20 mars 1939 : Bernard Mahoney (Bernard Joseph Mahoney)
- 10 juin 1939-16 juin 1956 : William Brady (William Otterwell Brady)
- 27 novembre 1956-13 juin 1978 : Lambert Hoch (Lambert Anthony Hoch)
- 6 novembre 1978-21 mars 1995 : Paul Dudley (Paul Vincent Dudley)
- 21 mars 1995-29 décembre 2004 : Robert Carlson (Robert James Carlson)
- 29 décembre 2004-31 août 2006 : siège vacant
- 31 août 2006 - 12 décembre 2019 : Paul Swain (Paul Joseph Swain)
- depuis le 12 décembre 2019: Donald DeGrood (Donald Edward DeGrood)

## Sources
- Fiche du diocèse sur le site catholic-hierarchy.org.